# شون برادي (سياسي)
شون برادي (بالإنجليزية: Seán Brady)‏ هو سياسي أيرلندي، ولد في 1890، وتوفي في 29 ديسمبر 1969. حزبياً، نشط في فيانا فايل. وقد انتخب عضو مجلس الشيوخ من أيرلندا عن دائرة الأعضاء المعينون في مجلس الشيوخ الأيرلندي ‏ وقد انضم خلال فترته النيابية ‏ (22 مايو 1957 – 1 سبتمبر 1961)  للكتلة البرلمانية فيانا فايل وانتخب عضو مجلس الشيوخ من أيرلندا عن دائرة اللجنة الإدارية ‏ وقد انضم خلال فترته النيابية ‏ (14 ديسمبر 1961 – 28 أبريل 1965)  للكتلة البرلمانية فيانا فايل.